# Carn Meini Quarry

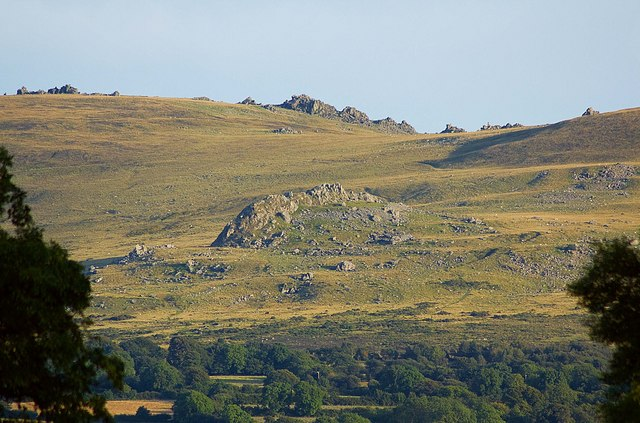
Carn Meini

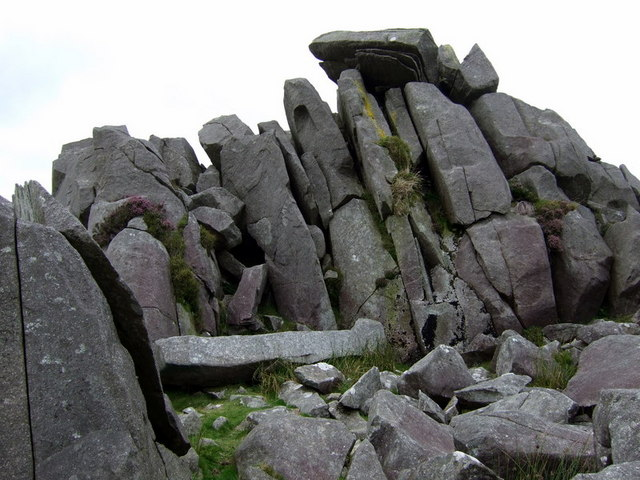
Carn Meini Bluestones

Carn Meini Quarry (auch Carn Menyn oder Carnmenyn genannt) in Mynachlog-Ddu bei Newport in Pembrokeshire in Wales ist ein Bluestone-Aufschluss in den Preseli-Bergen. Es ist einer der Aufschlüsse, von denen die Stonehenge Bluestones stammen sollen. Der ursprüngliche Name war „Butter Rock“. Carn Meini (deutsch „Felsen der Steine“) ist eine moderne Verfälschung des Namens.
In der „Strumble-Preseli-Studie“ wurde zwischen 2002 und 2004 eine Erfassung des Aufschlusses vorgenommen. Obwohl der Steinbruch nur etwa 3500 Quadratmeter groß ist, enthält er mehrere Dolerit-Aufschlüsse, bei denen jeder Stein natürliche Vorformungen hat, die zu Säulen geformt werden könnten. Halbfertige Megalithen waren offenbar aus den Aufschlüssen herausgehebelt worden und liegen verstreut herum. Es ist aber fraglich, ob die „Halbfabrikate“ prähistorisch sind, da das Gebiet seit mindestens 300 Jahren für die Gewinnung von Steinpfeilern und Stürzen genutzt wird. 2005 wurde durch eine Ausgrabung der Umfang des Geländes geklärt, aber kein kulturelles Material gefunden.
Geochemische Analysen haben gezeigt, dass einige Blausteine aus dem inneren Hufeisen von Stonehenge wahrscheinlich aus den Preseli Hills (Carn Menyn, Carngoedog, Carnbreseb, Cerrigmarchogion) stammen, während Rhyolithfragmente aus Carnalw stammen können. Steine von allen Aufschlüssen oder Toren auf Mynydd Preseli wurden in umliegenden Gebäuden und Feldgrenzen verwendet, solange der Zugang mit Pferdeschlitten und Karren möglich war. Zwei benachbarte Kapellen und viele Häuser in der Gegend wurden explizit aus Carn Menyn Stein gebaut, jedoch wurde der Stein lokal nicht in megalithischen oder rituellen Strukturen verwendet.
Pembrokeshire galt, seit Andrew Ramsey (1814–1891) es Mitte des 19. Jahrhunderts vorgeschlagen hat, als Quelle der Blausteine von Stonehenge. In den frühen 1920er Jahren konnte Herbert Henry Thomas (1876–1935) dies bestätigen und 2005 schlugen die Arbeiten von Timothy Darvill und Geoff Wainwright (1937–2017) Carn Meini als primären Steinbruch vor. Dies wird bestritten und Olwen Williams-Thorpe und andere haben vorgeschlagen, dass die Blausteine von verschiedenen Orten stammen, wobei Carngoedog die wahrscheinlichste Quelle für gefleckte Doleriten ist.